# 上野遼平
上野 遼平（うえの りょうへい、1996年8月30日 - ）は、日本の映画監督、映画プロデューサー。京都府出身。

## 来歴
東大寺学園高等学校在学中の2013年、映画監督の河瀨直美のプロデュースにより映画『瘡蓋譚 -カサブタタン-』を初監督。脚本を書いたのは1年生、撮影をしたのは2年生の時であったという。そして3年時の2014年、ゆうばり国際ファンタスティック映画祭に当時史上最年少で正式出品を果たす。
2015年、慶應義塾大学総合政策学部に進学。2016年にはプロデューサーを務めた松本花奈監督作品『脱脱脱脱17』が、ゆうばり国際ファンタスティック映画祭のオフシアター・コンペティション部門にて審査員特別賞・観客賞を受賞する。
以後、主にプロデューサーとして、映画を中心とした様々な映像の制作を手がけている。

## 主な作品

### 映画
- 瘡蓋譚 -カサブタタン-（2013年） - 監督・脚本・編集
- フールジャパン 鉄ドン危機一発「宇宙エレベーター」（2015年） - プロデューサー・監督
- ISHICHI（2015年） - 監督
- 脱脱脱脱17（2016年、監督：松本花奈） - プロデューサー
- スレイブメン（2017年、監督：井口昇） - アシスタントプロデューサー
- ゴーストスクワッド（2017年、監督：井口昇） - 美術
- ゲスに至る病（2018年、監督：井口昇） - 助監督
- 21世紀の女の子「恋愛乾燥剤」（2018年、監督：枝優花） - ラインプロデューサー
- 松永天馬殺人事件（2018年、監督：松永天馬） - アソシエイトプロデューサー・特殊効果
- アストラル・アブノーマル鈴木さん（2019年、監督：大野大輔） - プロデューサー ※下記webドラマ『#アスアブ鈴木』の再編集版
- 眉村ちあきのすべて（仮）（2019年、監督：松浦本） - プロデューサー
- ワンダーウォール劇場版（2020年、監督：前田悠希）-劇場版プロデューサー
- 逆光（2021年、監督：須藤蓮） - プロデューサー
- 老ナルキソス（2023年、監督：東海林毅）- ロケーションマネージャー
- 異端の純愛（2023年、監督：井口昇）-協力プロデューサー
- ABYSS（2023年、監督：須藤蓮）-アソシエイトプロデューサー
- ハードボイルド・レシピ（2024年、監督：松浦本）- プロデューサー

### webドラマ
- 野性爆弾のザ・ワールド チャネリング「ソドム団長とゴモラ人間」（2017年、Amazonプライム・ビデオ、監督・脚本：野性爆弾くっきー!） - プロデューサー[6]
- 少女ピカレスク（2018年、ファミリー劇場CLUB、監督：井口昇） - 企画・美術
- #アスアブ鈴木（2018年、Alphaboatチャンネル、監督：大野大輔） - プロデューサー
- 冥界喫茶ジュバック（2019年、monogatary.com Official Youtube Channel、監督：大野大輔）- プロデューサー・美術
- クッキングタイム -恋も料理も時短が一番-（2025年、FANY:D、監督：高橋快地）- プロデューサー
- シークレット・フィットネス -不倫でキレイになりましょう-（2025年、FANY:D）- 監督・脚本・プロデューサー

### テレビドラマ
- 死神バーバー（2023年10月31日・11月7日、TOKYO MX、監督：いまおかしんじ）- プロデューサー
- デンジャラス・ドア（2023年11月14日 - 28日、TOKYO MX、監督：安藤奎）- プロデューサー

### テレビアニメ
- 世界の闇図鑑 第3話・第10話（2017年4月 - 6月、テレビ東京） - 監督

### ミュージックビデオ
- ノーメイクス「2つで充分デス」 - 監督
- サイバーニュウニュウ「WITHOUT LOVE」 - 共同プロデューサー
- サイバーニュウニュウ「ダイナマイト★不ユカイ」 - 共同プロデューサー
- 西山小雨「未来へ」 - プロデューサー
- omocha privacy「elephant」- 監督

### オリジナルビデオ
- 意味が分かると怖いビデオ 意味怖 1・2（2016年） - 演出助手

### その他
- ステップ・バイ・ステップ！-スポーツが繋ぐキズナ-（2018年、東京都教育DVD） - 監督
- 映画『キネマ純情』メイキング - 構成・編集
- 映画『無限ファンデーション』即興予告編 - 編集
- エクアドルのクルミ 【画家と音楽家の邂逅】(2020年、大崎章監督) - 助監督
- SESSION（2021年、中京テレビ・Youtube）-テクニカルプロデューサー

## 出演

### 映画
- ゴーストスクワッド（2017年、監督：井口昇）
- 温泉しかばね芸者（2018年、監督：鳴瀬聖人）
- 松永天馬殺人事件（2018年、監督：松永天馬）

### テレビ番組
- 全国ご当地映画大全集〜島ぜんぶでおーきな祭SP〜 前編（2015年4月15日、BS日テレ）

### ネット配信番組
- 二十代映画欲求（AbemaTV） - 準レギュラー